# 県立鹿児島医科大学 (旧制)
| 県立鹿児島医科大学 （鹿児島医大） | 県立鹿児島医科大学 （鹿児島医大） |
| --------------------------------- | --------------------------------- |
| 創立                              | 1947年                            |
| 所在地                            | 鹿児島市                          |
| 初代学長                          | 高安慎一                          |
| 廃止                              | 1961年                            |
| 後身校                            | 鹿児島県立大学 （現 鹿児島大学）  |
| 同窓会                            | 鶴陵会                            |

県立鹿児島医科大学 （けんりつかごしまいかだいがく） は、1947年 （昭和22年） に鹿児島県によって設立された旧制の公立医科大学。
本項では、前身の旧制県立鹿児島医学専門学校を含めて記述する。

## 概要
- 第二次世界大戦中に設置された旧制県立鹿児島医学専門学校 （鹿児島医専） が前身。
- 戦後、戦時期に設立された他の公立旧制医学専門学校11校と同時期に旧制大学に昇格し、県立鹿児島医科大学となった。
- 新制大学への移行に際して鹿児島県立大学に合流し、その医学部となった後、国立鹿児島大学医学部となった。
- 同窓会は 「鶴陵会」 （かくりょうかい） と称し、新制医学部出身者と合同の会である。

## 沿革

### 前史
- 1869年3月： 鹿児島城下小川町に島津藩病院、浄光明寺内に附属医学校を設立。
- 1869年12月： 病院長・医学校長として英医ウィリアム・ウィリス （William Willis, 1837年-1894年） が着任。
- 1871年7月： 廃藩置県により鹿児島県病院と改称。
- 1877年： 西南戦争で閉鎖。ウィリス退職。
  - 戦後、臨時病院を仮設。
- 1880年： 鹿児島県会、医学校・附属病院開設を決議。
- 1880年6月： 県立鹿児島医学校・附属病院の開設布告 （仮舎屋は加治屋町）。
- 1881年4月： 医学校、志願者募集。
- 1882年1月： 山下町の旧軍馬方跡 （私学校跡） に移転。
- 1887年： 地方税による医学校設立が禁止される。
- 1888年3月： 県立鹿児島医学校・附属病院、廃止。
  - 同年、同病院を借用して私立高木病院開設。
- 1893年： 私立高木病院閉鎖 （賃貸契約終了）。
- 1893年9月： 市立鹿児島病院となる。
- 1907年4月： 鹿児島県に移管、県立鹿児島病院となる。
- 1910年3月： 本館全焼。
- 1913年6月： 改築完了。
- 1937年12月： 霧島温泉治療研究所設立事業開始。
- 1940年12月： 鹿児島県議会、医学専門学校設置を建議。
- 1942年11月： 文部大臣宛に医学専門学校設置認可を申請。

### 県立鹿児島医学専門学校時代
- 1942年12月11日： 専門学校令により県立鹿児島医学専門学校 （旧制） 設置認可 （鹿専2号）。
- 1943年1月18日： 県立鹿児島医学専門学校学則公布 （鹿児島県令9号）。
- 1943年4月1日： 県立鹿児島医学専門学校開校。
  - 県立鹿児島病院を県立鹿児島医学専門学校附属病院に、県立鹿児島病院霧島温泉療養所を県立鹿児島医学専門学校附属霧島温泉研究所に改称。
- 1943年4月20日： 鹿児島市山下町の仮校舎で第1回入学式。翌21日、授業開始。
- 1944年12月： 純心女学校 （鹿児島市鴨池町） の校舎を買収、第2校舎とする。
  - 同月、鴨池町の新校舎の第1期工事竣工、第1校舎とする。従来の仮校舎は第3校舎と呼称。
- 1945年6月： 空襲で附属病院・第3校舎焼失。
- 1946年10月25日： 鹿児島県議会、医専の大学昇格を決議。
- 1947年3月29日： A級医専と判定され、存続決定。
- 1947年5月： 附属病院の再建開始。

### 県立鹿児島医科大学時代
- 1947年6月18日： 大学令により県立鹿児島医科大学 （旧制） 設置認可 （鹿学第5号）。
- 1947年7月14日： 予科開校、第1回入学式。
  - 修業年限3年。第1学年・第2学年が同時に入学。
- 1948年3月： 旧制鹿児島医専 第1回卒業。
- 1948年8月： 本館・講堂・図書室竣工 （第1校舎）。
  - 進駐軍命令により、第2校舎 （予科校舎） を純心女学校に返還。
- 1949年2月21日： 新制県立鹿児島大学設置認可。
  - 旧制鹿児島医専・旧制鹿児島医大・旧制鹿児島工専を統合 （6月、鹿児島県立大学と改称）。
- 1949年4月8日： 旧制県立鹿児島医科大学学部開設認可 （発学第232号）。
  - 修業年限4年。
  - 県立鹿児島医学専門学校附属病院を県立鹿児島大学医学部附属病院と改称。
- 1949年4月20日： 旧制県立鹿児島医科大学 学部第1回入学式。
- 1951年3月： 旧制県立鹿児島医科大学予科、廃止。
- 1952年2月20日： 新制鹿児島県立大学医学部設置認可 （地管第308号）。
  - 4年制。入学資格は、4年制大学に 2年以上在籍し所定の単位を取得した者。
- 1952年3月： 旧制県立鹿児島医学専門学校、廃止。
- 1952年4月： 再建中の附属病院、民家からの火事で類焼。
- 1954年5月12日： 旧制県立鹿児島医科大学 研究科を開設。
- 1955年1月： 鹿児島県立大学工学部に医学部進学課程を設置。
- 1955年3月： 附属病院、新築再建。
- 1955年7月： 国立移管され、鹿児島大学医学部となる。
- 1957年7月： 旧制学位審査権を取得 （校大第171号）。
- 1958年4月： 新制鹿児島県立大学医学部、廃止 （国立移管完了のため）。
- 1961年3月： 旧制県立鹿児島医科大学、廃止。

## 歴代校長・学長
県立鹿児島医学専門学校
- 校長事務取扱： 池田長吉 （1943年1月 - 1943年3月）
- 初代校長： 高安慎一 （1943年3月 - 1948年6月）
- 校長事務取扱： 大平得三 （1948年6月 - 1949年3月）
- 第2代校長： 大平得三 （1949年3月 - 1951年3月）
- 校長事務取扱： 町野碩夫 （1951年4月 - 1951年12月）
- 第3代校長： 町野碩夫 （1951年12月 - 1952年3月）

県立鹿児島医科大学
- 初代学長： 高安慎一 （1947年6月 - 1948年6月）
- 学長事務取扱： 大平得三 （1948年6月 - 1949年6月）
- 第2代学長： 大平得三 （1949年7月 - 1951年3月）
- 学長事務取扱： 町野碩夫 （1951年4月 - 1951年12月）
- 第3代学長： 町野碩夫 （1951年12月 - 1955年12月） * 新制医学部長と兼任
- 第4代学長： 縄田千郎 （1955年12月 - 1957年12月） * 新制医学部長と兼任
- 第5代学長： 佐藤八郎 （1957年12月 - ） * 新制医学部長と兼任

## 校地
校舎
1943年4月の医専開校時は、鹿児島市山下町19番地の仮校舎を使用した。1944年12月に鹿児島市鴨池町の新校舎第1期工事が竣工、純心女学校から買収した校舎と合わせて、校舎は 3箇所となった （第1校舎： 鴨池町新校舎、第2校舎： 旧純心校舎、第3校舎： 山下町仮校舎）。1945年6月の鹿児島大空襲で第3校舎・附属病院を共に焼失した。
1947年6月開設の医大予科は第2校舎に置かれたが、1948年8月に GHQ命令により同校舎が純心女学校に返還されたため、鴨池町の第1校舎に医専と同居した。鴨池校舎は、1949年4月発足の医大学部、1952年4月発足の新制鹿児島県立大医学部、1955年7月発足の鹿児島大学医学部に引き継がれた。1955年3月に附属病院が山下町 （現 城山町） に再建された後、病院隣接地 （旧制七高跡地） に基礎学舎を置くことになり、1957年2月に移転した。1974年9月、鹿児島大学医学部学舎は、鹿児島市宇宿町 （現 桜ヶ丘） の現キャンパスに移転・拡充された。
附属病院
医専は鹿児島市山下町 （現 城山町、私学校跡地） にあった県立鹿児島病院を附属病院とした。1945年6月の空襲で焼失し、市内草牟田町の盲唖学校に仮附属病院を、重富村教員養成所に第2附属病院を開設した。1946年、県庁仮庁舎 （県立第二高女校舎） に、同年9月、鹿児島県庁別館に附属病院外来診療所を開設。1947年5月から旧地で附属病院再建が開始されたが、完成間近の 1952年4月に火事で焼失し、再び仮病院の使用を余儀なくされた。1955年3月、旧地に附属病院が再建され、1974年9月の桜ケ丘への移転まで使用された。鹿児島大学附属病院が移転した後、山下町の附属病院跡地には国立南九州病院（現在の国立病院機構鹿児島医療センター）が建設された。

## 関連書籍
- 『鹿児島大学十年史』　鹿児島大学、1960年。